# Joszef Török
Joszef Török (* 30. Januar 1954) ist ein ehemaliger ungarischer Fußballspieler.

## Karriere
Török kam 1985 vom ungarischen Verein Zalaegerszegi TE FC in die deutsche Bundesliga, er heuerte beim SV Waldhof Mannheim an. Bei Waldhof war der Neuzugang im Team von Trainer Klaus Schlappner Unterstützung im Angriff neben spielern wie Fritz Walter, Karl-Heinz Bührer und Thomas Remark. In der Saison 1985/86 gab Török am 2. Spieltag sein Debüt, als er in der letzten Spielminute beim 2:0-Sieg gegen Bayer 05 Uerdingen eingewechselt wurde. Er absolvierte vier weitere Spiele im Saisonverlauf, bei allen wurde er in der 2. Halbzeit eingewechselt. Waldhof wurde Tabellenachter und für Török startete eine weitere Spielzeit in der Bundesliga. Nach drei weiteren Einwechselungen in den letzten zehn Spielminuten, in der Saison 1986/87 wechselte er im November 1986 in die 2. Bundesliga, zum KSV Hessen Kassel. Für Kassel gab er sein Debüt in Liga 2 am 22. November 1986, dem 17. Spieltag gegen den SC Freiburg. Török erzielte in der 12. Spielminute sein erstes Tor im deutschen Profifußball, der Spiel wurde 1:2 gewonnen. Bereits am nächsten Spieltag konnte er seine Qualitäten als Stürmer erneut unter Beweis stellen. Im Spiel gegen Alemannia Aachen erzielte er nach sieben Spielminuten, erneut die Führung, diesmal vom Elfmeterpunkt. Das Spiel endete 1:1. Im weiteren Verlauf der Saison, absolvierte er 13 weitere Spiele, konnte aber keinen Treffer mehr erzielen. Als Tabellenvorletzter stieg Kassel zum Saisonende ab. Török beendete daraufhin seine Karriere.